# Dendropsophus nahdereri
Dendropsophus nahdereri és una espècie de granota que viu al Brasil.